# 풀럼 FC
풀럼 FC(영어: Fulham Football Club 풀럼 풋볼 클럽[*])는 잉글랜드 그레이터런던 풀럼을 연고로 하고 있는 프로 축구 클럽이다.
1879년 풀럼 세인트 앤드루스라는 교회 축구단으로 시작해 현재까지 이르고 있으며 1896년부터 현재 홈 구장인 크레이븐 코티지를 사용하고 있다.
2부 리그 우승 1회와 3부 리그 우승 3회, UEFA 인터토토컵 우승 1회의 기록을 가지고 있으며 메이저 대회에서의 우승 경력은 없다. 그러나 1975년 FA컵 결승, 2010년 UEFA 유로파리그 결승에 진출해 준우승을 한 경험이 있다. 또한 조니 헤인스를 비롯하여 조지 코헨, 보비 롭슨, 로드니 마시, 앨런 멀러리 등 위대한 영국 선수들을 배출한 클럽이기도 하다.

## 우승 기록

### 리그
- 풋볼 리그 1부 (현 EFL 챔피언십)

우승 (1): 2000-01 시즌
- 풋볼 리그 2부 (현 EFL 리그 원)

우승 (3): 1931-32 시즌, 1948-49 시즌, 1998-99 시즌
- 서던 풋볼 리그

우승 (2): 1905-06 시즌, 1906-07 시즌

### 컵
- UEFA 유로파리그  2009-2010 준우승
- UEFA 인터토토컵

우승 (1): 2002년
- 런던 첼린지 컵

우승 (3): 1910년, 1932년, 1952년

## 현재 선수 명단
|  | 2025년 6월 30일 기준 참고: 국적은 국제 축구 연맹 규정에 따른 소속 국가대표팀을 표시합니다. 선수 개인은 다른 국적을 가지고 있을 수 있습니다. |

### 1군 선수 명단
참고: FIFA 자격 규정에 따라 소속된 국가대표팀 국기를 표시합니다. 선수는 복수의 FIFA 비회원국 국적을 가지고 있을 수 있습니다.
| 번호 | 포지션 | 국적       | 이름                |
| ---- | ------ | ---------- | ------------------- |
| 1    | GK     |            | 베른트 레노         |
| 2    | DF     |            | 케니 테테           |
| 3    | DF     | 나이지리아 | 캘빈 배시           |
| 5    | DF     |            | 요아킴 안데르센     |
| 6    | MF     | 잉글랜드   | 해리슨 리드         |
| 7    | FW     |            | 라울 히메네스       |
| 8    | MF     | 웨일스     | 해리 윌슨           |
| 9    | FW     |            | 호드리구 무니즈     |
| 10   | MF     | 스코틀랜드 | 톰 케어니 (주장)    |
| 11   | FW     |            | 아다마 트라오레     |
| 15   | DF     |            | 호르헤 쿠엔카       |
| 16   | MF     |            | 사네르 베르게       |
| 17   | MF     | 나이지리아 | 앨릭스 이워비       |
| 18   | MF     |            | 안드레아스 페레이라 |

| 번호 | 포지션 | 국적     | 이름                   |
| ---- | ------ | -------- | ---------------------- |
| 20   | MF     | 세르비아 | 사샤 루키치            |
| 21   | DF     |          | 티모티 카스타뉴        |
| 23   | GK     |          | 스테벤 벤다            |
| 30   | MF     | 잉글랜드 | 라이언 세시니온        |
| 31   | DF     |          | 이사 디오프            |
| 32   | MF     | 잉글랜드 | 에밀 스미스 로         |
| 33   | DF     |          | 앤토니 로빈슨 (부주장) |
| 38   | MF     | 웨일스   | 루크 해리스            |

### 임대 선수 명단
참고: FIFA 자격 규정에 따라 소속된 국가대표팀 국기를 표시합니다. 선수는 복수의 FIFA 비회원국 국적을 가지고 있을 수 있습니다.
| 번호 | 포지션 | 국적   | 이름                             |
| ---- | ------ | ------ | -------------------------------- |
| —    | MF     | 웨일스 | 루크 해리스 (버밍엄 시티로 임대) |

## 코칭 스태프
| 지위          | 이름                  | 국적     |
| ------------- | --------------------- | -------- |
| 감독          | 마르쿠 실바           | 포르투갈 |
| 수석 코치     | 스튜어트 그레이       | 잉글랜드 |
| 1군 코치      | 루이스 보아 모르테    | 포르투갈 |
| 골키퍼 코치   | 휴고 올리베이라       | 포르투갈 |
| 체력 코치     | 곤살로 페드루         | 포르투갈 |
| 피트니스 코치 | 브루누 멘데스         | 포르투갈 |
| 1군 분석가    | 안토니오스 레모나키스 | 그리스   |

마지막 업데이트: 2022년 6월 20일

## 역대 감독
| 감독                | 임기        |
| ------------------- | ----------- |
| 빅 버킹엄           | 1965 ~ 1968 |
| 크리스 콜먼         | 2003 ~ 2007 |
| 로이 호지슨         | 2007 ~ 2010 |
| 마르틴 욜           | 2011 ~ 2013 |
| 슬라비샤 요카노비치 | 2015 ~ 2018 |
| 마르쿠 실바         | 2021 ~      |